# Elizabeth Morris
Elizabeth Morris Keller (Valparaíso, 17 de abril de 1972) es una cantautora chilena.

## Biografía
Vivió su infancia en la República Democrática de Alemania donde sus padres se refugiaron durante la dictadura de Pinochet. Volvió a Chile en 1982, cuando tenía diez años de edad. Integró los conjuntos folclóricos Chilhué y Alheña (este último, junto con Magdalena Matthey y Laura Fuentes). Ha sido ganadora de la competición de música folclórica del Festival Internacional de la Canción de Viña del Mar en dos ocasiones: en 2006 con «Canción de agua y viento» y en 2015 con «La mejicana», acompañada del guitarrista Juan Antonio Sánchez. Entre sus canciones destacan «Canción de agua y viento», «Darte luz» y «Décimas», que grabaron artistas nacionales e internacionales como Pedro Aznar (en su álbum Quebrado de 2008), Francesca Ancarola, Carmen Prieto, y José Seves.
También ha trabajado como locutora de radio para la SCD en el programa de difusión de música folclórica chilena Canción del Sur que tuvo emisión en diversas radios de Chile destacando sus emisiones en radio Dimensión Primavera FM de Concepción, Radio UBB de Concepción, entre otras.

## Discografía
- 2002 Hacia otro mar
- 2008 Nazca
- 2012 Pájaros
- 2016 Encuentros y despedidas